# Concentus Musicus Wien
Pour les articles homonymes, voir CMW.
Le Concentus musicus Wien (CMW) est un ensemble autrichien de musique baroque et de la période classique fondé en 1953 et toujours en activité.

## Historique
L'ensemble est fondé par Nikolaus Harnoncourt et son épouse Alice Harnoncourt en 1953 afin d'interpréter le répertoire baroque (puis classique) sur des « instruments d'époque ». Il se constitue tout d'abord de musiciens de l'Orchestre symphonique de Vienne. Après 4 ans de répétitions et de recherches musicologiques, les musiciens donnent leur premier concert officiel en 1957 au Palais Schwarzenberg à Vienne.
Le Concentus musicus Wien a enregistré principalement pour le label Teldec de 1963 à 2001, et depuis lors en exclusivité chez BMG.

## Sources
- (en) Cet article est partiellement ou en totalité issu de l’article de Wikipédia en anglais intitulé « Concentus Musicus Wien » (voir la liste des auteurs).